# 兰花美人蕉
兰花美人蕉（学名：Canna orchioides）为美人蕉科美人蕉属下的一个种。